# Tricar

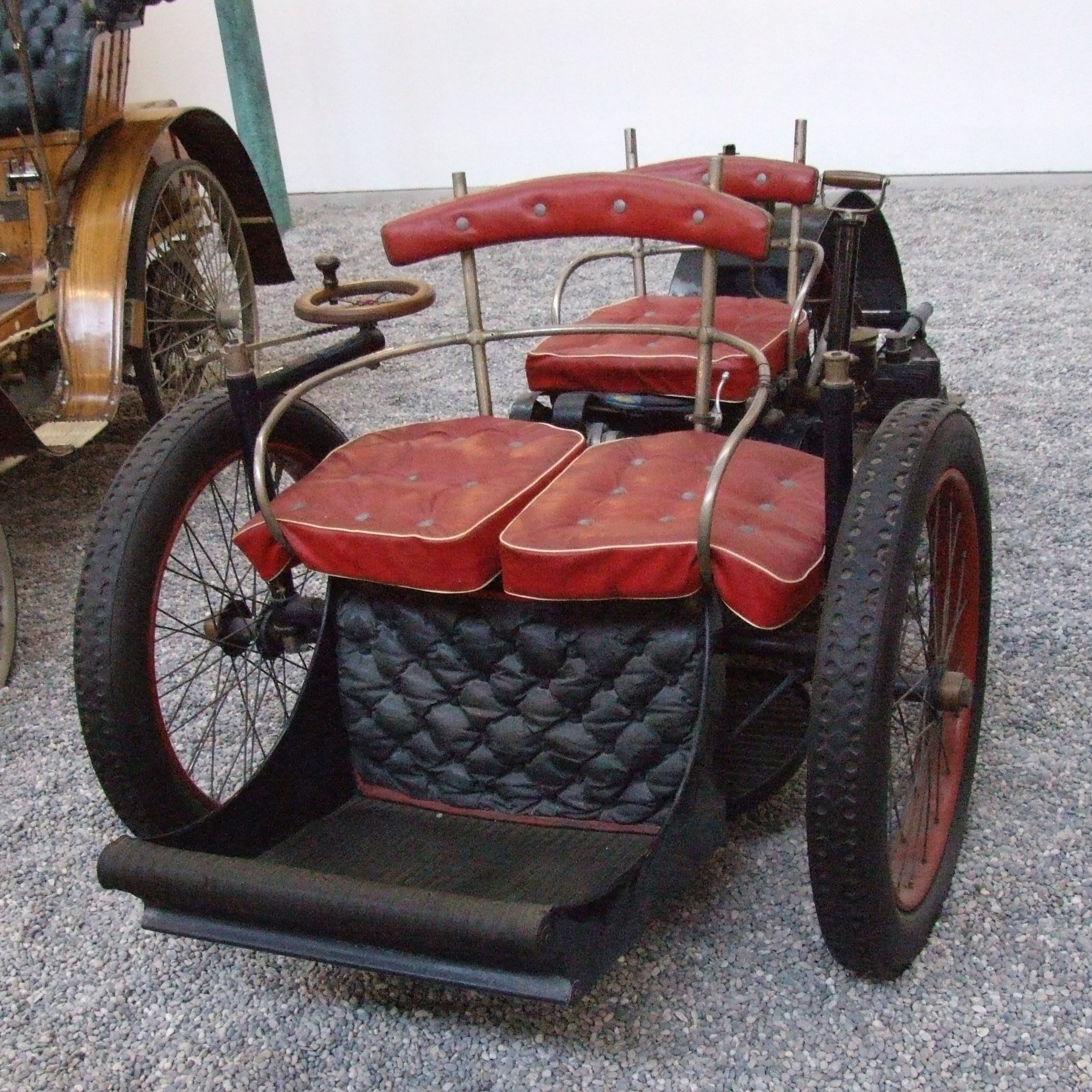
Front eines Léon Bollée Tricar

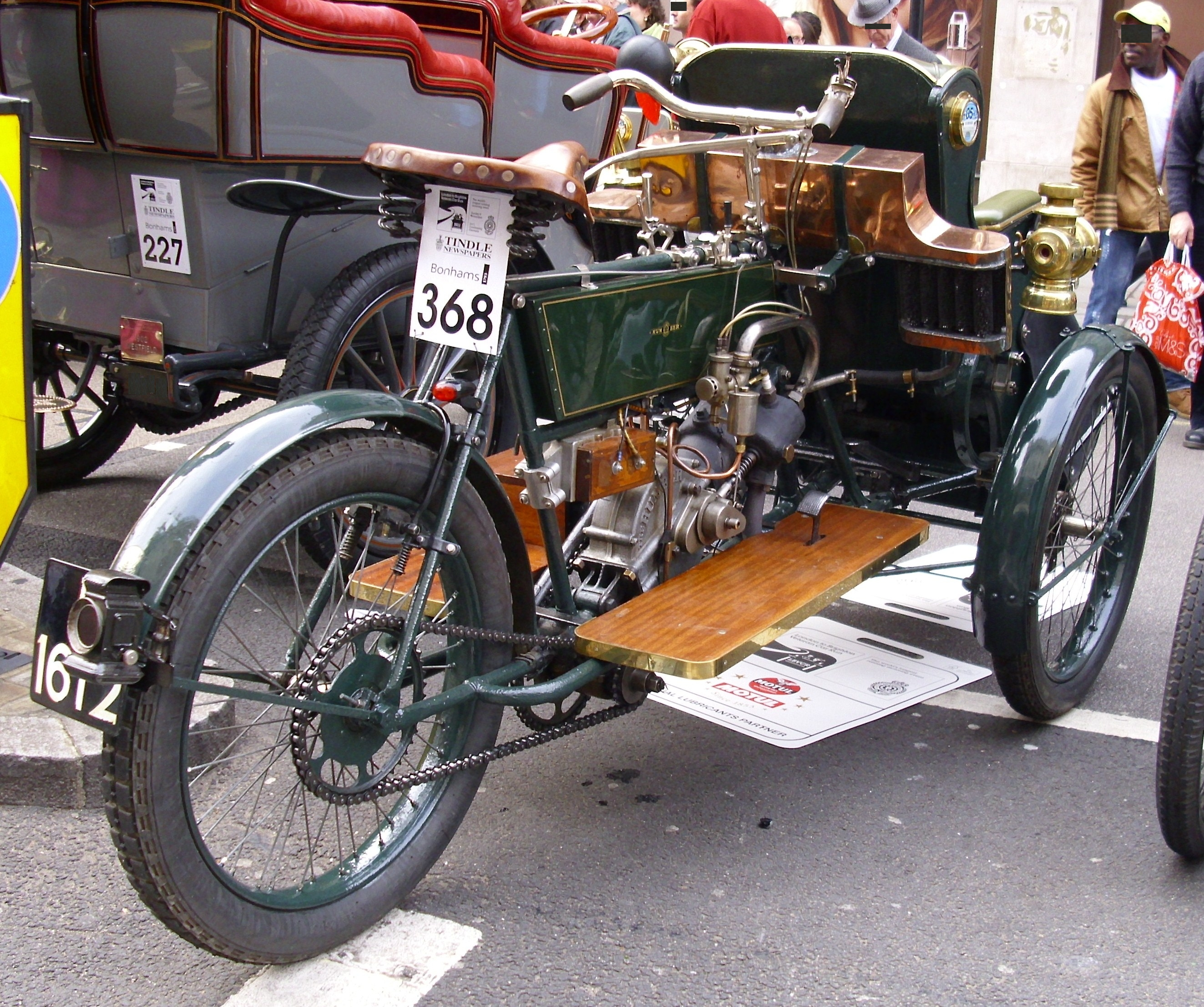
Heck eines Humber Tricar. Die Abstammung vom Motorrad ist gut zu erkennen.

Tricar ist eine Automobilbauart aus der Frühzeit des Automobils. Tricar und das ähnliche, aber vierrädrige Quadricycle sind Unterarten des Forecar. 

## Bauweise
Tricars wurden von Motorrädern abgeleitet. Der hintere Teil des Fahrzeugs war der eines Motorrads, mitsamt Motorradrahmen, Sattel für den Fahrer und Motor. Die Fahrzeuge hatten nur ein Hinterrad. Vor dem Lenker befand sich ein Sitz für einen Passagier. Dieser Sitz war oftmals zwischen den beiden Vorderrädern und somit besonders niedrig angebracht. Der Passagier war sozusagen Windschutz und Stoßstange. Es gab auch Nutzfahrzeuge, die eine Ladefläche anstelle des vorderen Sitzes hatten. Viele Motorräder konnten zu Tricars umgebaut werden, indem das Vorderrad durch einen Vorsteckwagen ersetzt wurde. 

## Bauzeit
Léon Bollée konstruierte 1895 sein erstes Tricar; dieses nannte er Voiturette und ließ den Namen schützen. Dennoch entwickelte sich die Bezeichnung zu einer Fahrzeugkategorie; frühe Voiturettes werden maßgeblich über das Gewicht definiert und können daher drei- oder vierrädrig sein.
Andere Hersteller folgten. Bereits um 1901 setzten sich leichte, vierrädrige Kleinwagen durch, die auf einer Sitzbank Platz für zwei Personen nebeneinander boten. Auch Motorräder, die wahlweise mit Beiwagen als Motorradgespann ausgestattet werden konnten, verdrängten die Tricars. Nach 1910 verschwand diese Bauweise fast völlig vom Markt. Allerdings fertigte Monet et Goyon das Modell Tri-Monet bis 1941.

## Hersteller von Tricars

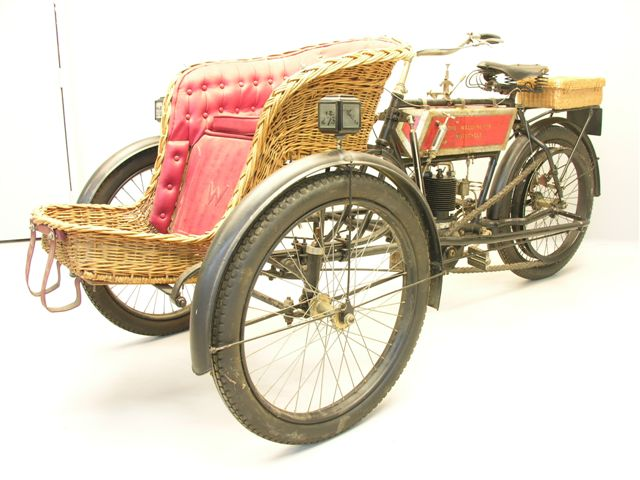
Waddington Tricar (1905)

Die meisten Tricars wurden in England und Frankreich gefertigt. Unter anderem stellten Advance, Ariel, Century, Contal, Griffon, Humber, Lagonda, Léon Bollée, Rex, Riley, Waddington und Werner Tricars her. Zu den deutschen Herstellern gehörten Adler, Brennabor, Diamant, Dürkopp, Göricke, Magnet, NSU, Patria, Progress, Victoria und Wanderer. Auch Waltham aus den USA produzierte solche Fahrzeuge.